# Пьєтро Вісконті
Пьєтро Вісконті (Петро Івановіч Вісконті; 1778, Лугано (Швейцарія) —1843) — російський архітектор італійського походження за Швейцарії.

## Біографія
Приїхав у Росію з міста Лугано у Швейцарії. Ось що про нього написане у «Списке об иностранцах по Медико-хирургической академии» 1812 року:

«Петро Іванов Вісконті, 30 років. Швейцарський уродженець міста Лугано. Неодружений. Архітектор. Власного будинку не має. Приїхав до Росії удруге й 1802 році за контрактом з міста Лугано … З 1811 року відправляє посаду Архітектора в Академії за контрактом».

У Росію приїхали два брата Вісконті:
- Старший — Давид (1772—1838) зробив більш успішну кар'єру, став академіком архітектури, членом Будівельного комітету.
- Молодший — Пьєтро, іноді званий Вісконті 2-й, дослужився до члена державної Комісії проєктів і кошторисів, що виконувала і давала висновки на проєкти будівель.

Разом з архітектором Людвігом Шарлеманем розробив проєкт Свято-Троїцького кафедрального й Успенського соборів у Катеринославі.